# Étienne Mulsant
Martial Étienne Mulsant (Marnand, 2 maart 1797 - Lyon, 4 november 1880) was een Frans entomoloog en ornitholoog.
Mulsant werd geboren in 1797 in Marnand bij Villefranche, Rhône, Frankrijk. Aanvankelijk was hij werkzaam in de handel en in 1817 werd hij burgemeester van Saint-Jean-la-Bussière. In die tijd beschreef en tekende hij al insecten in zijn vrije tijd. In 1830 verhuisde hij naar Lyon en werd achtereenvolgens assistent-bibliothecaris en professor in de natuurlijke historie, een post die hij vervulde tot 1873.   
In 1840 publiceerde hij Histoire naturelle des Coléoptères de France, over de kevers (Coleoptera) van Frankrijk, met diverse andere entomologen zoals Antoine Casimir Marguerite Eugène Foudras (1783-1859) en Claudius Rey (1817-1895), zijn voormalige pupil. Met Jean Baptist Édouard Verreaux (1810-1868), schreef hij, van 1865 tot 1879, Histoire naturelle des punaises de France, over de wantsen van Frankrijk. Een monumentaal werk van Mulsant, op ornithologisch gebied, is: Histoire Naturelle des Oiseaux-Mouches, ou Colibris constituant la famille des Trochilïdes. Het werd gepubliceerd van 1874 tot 1877 en bestond uit 4 delen met een aparte atlas met grote hand-gekleurde litho platen van de bekende soorten kolibries. 
Zijn verzameling Franse kevers heeft sterk geleden maar bevindt zich in het Institution Sainte Marie St. Chamond, Loire met uitzondering van de 
verzameling Lieveheersbeestjes (Coccinellidae), die bevindt zich in het Natural History Museum in Londen. 

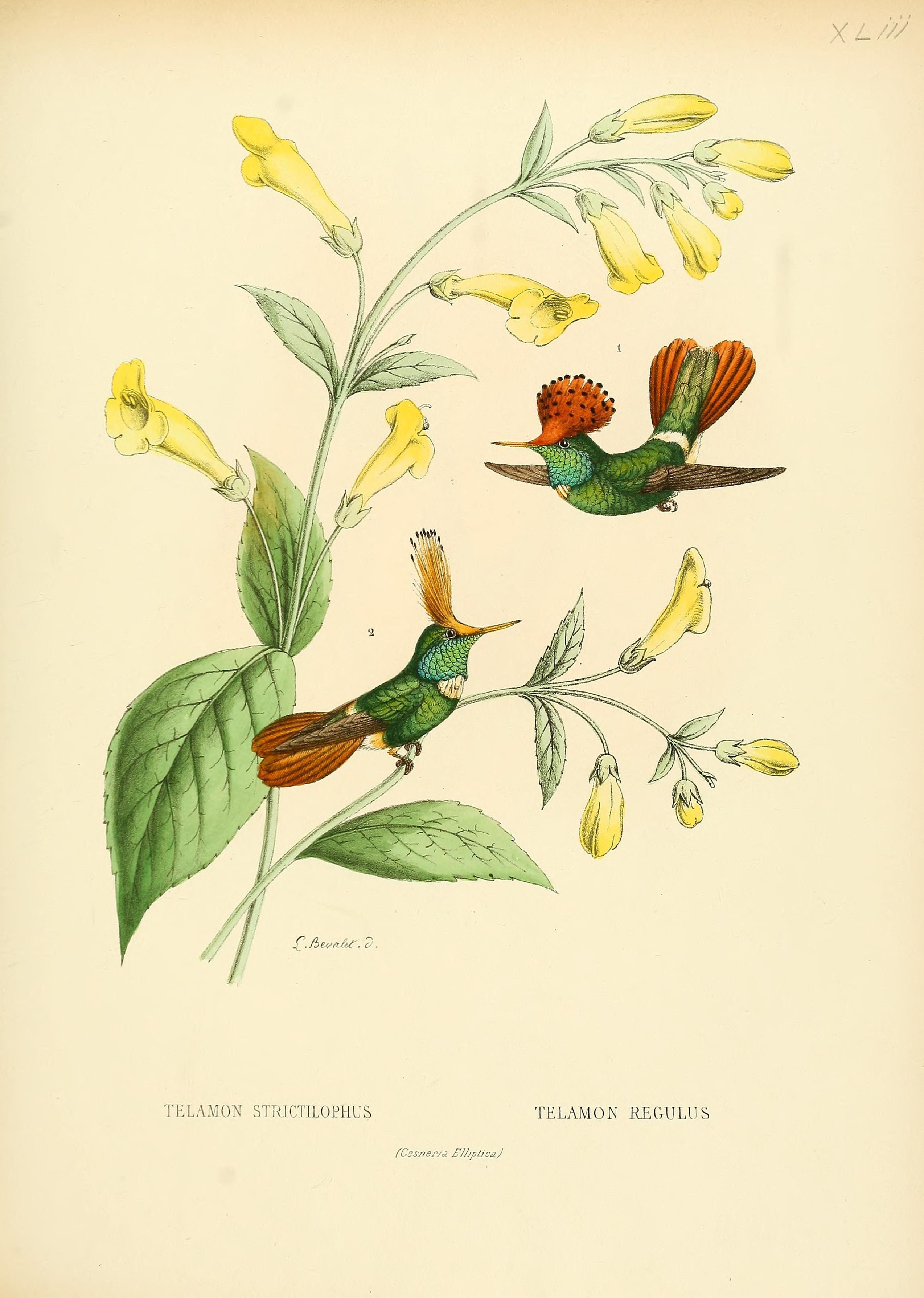
Een litho uit Histoire Naturelle des Oiseaux-Mouches, ou Colibris constituant la famille des Trochilïdes

- Bibliothèque nationale de France: cb126274836 (data)
- Gemeinsame Normdatei: 117610135
- International Standard Name Identifier: 0000 0000 8162 8254
- Library of Congress Control Number: n80150509
- Base Léonore: LH//1965/62
- Nationale Bibliotheek van Tsjechië: av20241212669
- Nationale bibliotheek van Australië: 35482131
- Nationale Bibliotheek van Israël: 987007449210105171
- Nederlandse Thesaurus van Auteursnamen: 165970812
- Réseau des bibliothèques de Suisse occidentale: 02-A003618178
- Système universitaire de documentation: 145305635
- Trove: 968941
- Virtual International Authority File: 89238542
- WorldCat: E39PBJjxvggtRYjFgXXTKCFR8C